# Гутенакер
Гутенакер (њем. Gutenacker) општина је у њемачкој савезној држави Рајна-Палатинат. Једно је од 137 општинских средишта округа Рајн-Лан. Према процјени из 2010. у општини је живјело 390 становника. Посједује регионалну шифру (AGS) 7141050.

## Географски и демографски подаци
Гутенакер се налази у савезној држави Рајна-Палатинат у округу Рајн-Лан. Општина се налази на надморској висини од 278 метара. Површина општине износи 3,8 km². У самом мјесту је, према процјени из 2010. године, живјело 390 становника. Просјечна густина становништва износи 102 становника/km².